# Ruta Provincial 331 (Tucumán)
La Ruta Provincial 331 es una carretera de Tucumán, Argentina, que conecta la comuna de Monte Bello con La Junta (unión de los ríos Medina y Chico). La carretera se encuentra pavimentada, excepto entre la localidad mencionada y Las Ánimas y desde la intersección con la nueva traza de la ruta nacional 38 hasta la Junta.
El trayecto de la ruta provincial entre la vieja y la actual traza de la ruta 38 fue pavimentado en 2013 para conectar Aguilares con la nueva carretera. Asimismo se construyó un nuevo acceso a la ciudad y un cruce bajo nivel. En 2016 y 2017 la ruta sufrió inundaciones, que propiciaron que su tránsito sea cortado. Ese mismo año se realizaron reformas en la calzada entre Arrieta y Los Agudos. En 2022 la ruta fue ampliada al oeste de Aguilares, como continuación de la avenida Mitre.

## Localidades
Las localidades por las que pasa son las siguientes:
- Departamento Río Chico: Las Ánimas, Monte Bello, La Tipa, Los Sarmientos y Aguilares.

- Departamento Simoca: Río Chico y Nueva Trinidad, Arrieta, Los Agudos y La Junta.